# Okada Katsuya

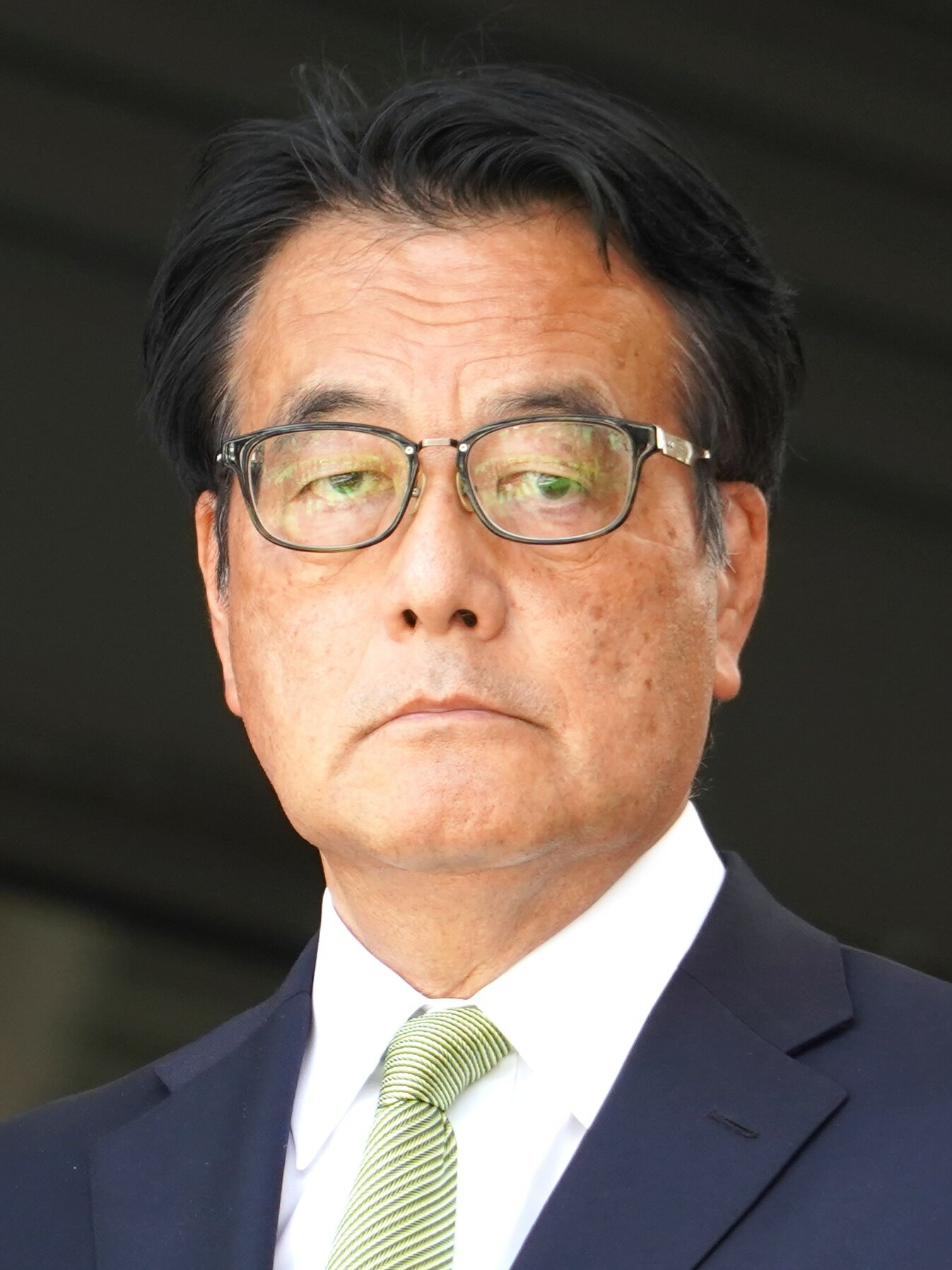
岡田 克也
Okada Katsuya

Okada Katsuya (岡田 克也 Cương Điền Khắc Dã) (sinh ngày 14 tháng 7 năm 1953 tại Yokkaichi) là một chính trị gia người Nhật Bản. Ông hiện là hạ nghị sĩ, Tổng Thư ký Đảng Dân chủ (Nhật Bản). Ông từng là Bộ trưởng Bộ Ngoại giao trong nội các của Thủ tướng Hatoyama Yukio.

## Xuất thân
Okada Katsuya là con trai thứ hai của Okada Takuya - người sáng lập tập đoàn bán lẻ AEON. Anh cả của Okada Katsuya hiện là Chủ tịch của tập đoàn này. Ông còn một người em trai và một người em gái.
Okada Katsuya tốt nghiệp Đại học Tokyo, ngành luật. Ông từng là công chức trong Bộ Công nghiệp và Thương mại. Ông cũng từng nghiên cứu tại Weatherhead Centre for International Affairs của Đại học Harvard vào năm 1985.

## Sự nghiệp chính trị
Năm 1988, Okada Katsuya rời Bộ Công nghiệp và Thương mại, trở thành đảng viên Đảng Dân chủ Tự do. Năm 1990, với tư cách là ứng viên của Đảng này, ông trúng cử hạ nghị sĩ.
Năm 1993, ông theo Ozawa Ichirō rời Đảng Dân chủ Tự do để thành lập Đảng Tân Sinh. Đảng này sau đó nhập vào Đảng Tân Tiến và tự giải tán vào năm 1997; Okada lại theo Ozawa lập Đảng Tự do, rồi lại theo Ozawa nhập Đảng Tự do vào Đảng Dân chủ. Các chức vụ đảng ông từng giữ ở Đảng Dân chủ là Trưởng ban Kiểm tra Chính sách, Tổng thư ký. Ông đồng thời còn giữ chức Chủ tịch Ủy ban An ninh của Hạ viện Nhật Bản. Năm 2004, Okada được bầu làm Chủ tịch Đảng Dân chủ và ở cương vị này đến năm 2005.
Tháng 8 năm 2009, Đảng Dân chủ giành thắng lợi áp đảo trong bầu cử hạ viện. Khi nội các của Hatoyama Yukio được thành lập, ông trở thành Bộ trưởng Bộ Ngoại giao.